# Chucho Sanoja
Jesús «Chucho» Sanoja Rivero (Caracas; 23 de septiembre de 1926-ibid. 11 de diciembre de 1998) fue un músico, pianista, compositor, director musical y arreglista venezolano.

## Carrera
Sanoja comenzó su carrera musical como autodidacta y luego fue alumno de Benito Canónico, luego se convirtió en el pianista en la orquesta de baile Los Hermanos Belisario. 
Como miembro de la Orquesta Leonard Melody puso visión general del trabajo de la línea de orquestas de baile y adquirió habilidades autodidactas como arreglista. En la década de 1940 trabajó para Radio Libertador y Radio Tropical, y aprendió del pionero de la radiodifusión Luis Bello Raymondi.
En 1951, Sanoja crea su propia orquesta, con músicos como Nelson Pinedo, Manolo Monterrey, Kiko Mendive, Alci Sánchez, Rafa Galindo, Víctor Piñero, Víctor Pérez, Alberto Beltrán, Pipo Rivas, Daniel Montes de Oca, Baldomero León, Yeyo, Elisa Soteldo, Chico Salas, Héctor Barinas, Tony Camargo y Paula Bellini.
Como compositor y arreglista, era conocido con títulos como Campesinita, Maracaibo, Magia Blanca, En la soledad, Aunque parezca inútil y Estoy Arrepentido. Sanoja fue galardonado con la Orden Andrés Bello y la Medalla al Mérito Sociedad de Autores y Compositores de Venezuela (SACVEN).